# Belle Toujours
Belle Toujours ist ein portugiesisch-französischer Film des Regisseurs Manoel de Oliveira aus dem Jahr 2006. Es ist eine Fortsetzung von Luis Buñuels Film Belle de Jour von 1967.

## Handlung
Henri Husson trifft Séverine Sérizy nach einigen Jahrzehnten zufällig in einem Konzert wieder. Nach einigem Sträuben willigt sie in ein Abendessen zu zweit ein, das sie nach einem vielfältigen Gespräch vorzeitig verlässt, als Henri wiederholt auf die Exzesse ihrer Vergangenheit zu sprechen kommt.

## Rezeption
Der Film ist eine Hommage an Buñuel, den Oliveira besonders für seine Ironie in seiner Verzweiflung am Menschen verehrt, und mit dem er den Respekt vor dem Privaten teilt. Wieder spielt Michel Piccoli den Verehrer Husson, während Séverine 2006 von Bulle Ogier verkörpert wird (1967 von Catherine Deneuve dargestellt). Die ausdrucksstarke Fotografie des Films und besonders die präzise gezeichneten Charaktere in ihrem großbürgerlichen, vordergründig kultivierten Ambiente sind hier die wesentlichen Merkmale.

„Die kunstvoll-raffinierte, darstellerisch hervorragende Reflexion zeigt Menschen, die an ihren kranken Gefühlen leiden und sich ihrer vermeintlichen Bestimmung nicht entziehen können.“

Der Film hatte am 8. September 2006 bei den 63. Internationalen Filmfestspielen von Venedig Premiere und war für verschiedene Preise nominiert, u. a. für den Globo de Ouro und den Europäischen Filmpreis.
Belle Toujours war der portugiesische Kandidat für den besten fremdsprachigen Film zur Oscarverleihung 2008, gelangte dort jedoch nicht zur Nominierung.